# 제20기갑여단
제20기갑여단(第二十機甲旅團, 영어: 20th Armored Brigade, 상징명칭: 독수리부대)은 대한민국 육군 제3군단 예하의 기갑여단이다.
2019년 11월 29일에 제11기계화보병사단이 제20기계화보병사단을 흡수 통합하면서 원래 11사단의 예속 부대이던 제20기계화보병여단을 제11기계화보병사단에서 독립시켜 제3군단에 속한 기갑여단으로 개편하였다.

## 연혁
- 1946년 2월 15일, 조선경비대 제4보병연대 창설 (전라남도 광산군)
- 1948년 10월, 제20보병연대로 개칭[2]
- 2004년 12월 1일, 제20기계화보병여단으로 개편
- 2019년 12월 1일, 제20기갑여단으로 개편

## 부대
- 여단본부 (본부 및 참모부)
- 제37전차대대 "번개" (K1E1 장비)
- 제59전차대대 "마루"
- 제53포병대대 "백룡" (K55A1 장비)
- 여단 직할대
  - 본부근무대
  - 전투근무지원대대
  - 공병대
  - 방공대
  - 정보통신대
  - 기갑수색중대
  - 정보중대
  - 화생방중대

## 기록

### 소속
- 제11보병사단, 1950년 8월 27일
- 제3군단, 2019년 12월 1일

### 참전
- 여수·순천 사건
- 6.25 전쟁
  - 거창 양민 학살사건
  - 금성 전투